# Багратиони, Элизбар
Царевич Элиазбар Багратиони (груз. ილია; 2 сентября 1790 — 18 июля 1854) — представитель царской династии Багратионов. В России именовался царевич Илья Георгиевич.

## Биография
Родился в Тбилиси в семье наследного принца Георгия (1746—1800, с 1798 года царь Георгий XII) и его второй жены Мариам Цицишвили (1768—1850).
Элизбару (Илье) было 10 лет, когда его отец скончался в декабре 1800 года после двухлетнего правления. Георгий XII назначил своим преемником старшего сына Давида XII, но его младшие братья (сыновья Дареджан Дадиани) отказались признавать царем Давида XII. На царский престол стал претендовать царевич Юлон, старший сын Ираклия II от второго брака с Дареджан Дадиани. Между ними началось открытое соперничество, которое грозило перерасти в гражданскую войну. В 1801 году Российская империя заявила о присоединении Картли-Кахетинского царства и упразднении царской власти в Восточной Грузии. Все члены царской семьи Багратионов подлежали перемещению из Грузии вглубь России.
В 1803 году царевич Элизбар стал свидетелем убийства русского генерала Ивана Лазарева, которое совершила его мать, отказывавшаяся выезжать в Россию. В итоге царица Мариам и её дети были перевезены в Россию. Сама царица была заключена в женский монастырь, а царевич Илья Георгиевич был принят в Пажеский корпус для прохождения военной подготовки.
Царевич (или князь) Илья Багратиони в марте 1812 года носил чин подпоручика в егерском лейб-гвардии полку, в составе которого он участвовал в войне с наполеоновской Францией. Под командованием генерал-майора К. И. Бистрома Илья Георгиевич сражался под Смоленском и отличился в Бородинской битве. В сентябре 1812 года из-за болезни вышел в отставку и вернулся на гражданскую службу в Москве. Во время кампании 1813—1814 гг. Илья Грузинский служил в резервной армии под командованием генерала, князя Дмитрия Ивановича Лобанова-Ростовского. В 1823 году князь Илья был переведен в Измайловский лейб-гвардии полк и получил чин полковника. В том же году вышел в отставку.
Князь Илья Грузинский проживал, в основном, в Москве. В 1832 году грузинские дворяне и интеллигенты организовали заговор против российского владычества в Грузии, планируя восстановить монархию во главе с династией Багратионов. Среди главных заговорщиков был князь Окропир Георгиевич, младший брат Ильи, проживавший в Санкт-Петербурге. На допросе Филадельф Кикнадзе, один из участников заговора, заявил, что князь Илья присутствовал, когда его брат Окропир обсуждал с ним сложившуюся обстановку в Грузии. Несмотря на это, Илья Георгиевич не был привлечен к суду и избежал ссылки.
Проживая в России, как многие из его братьев, сестёр и родственников, Илья Грузинский проявлял интерес к литературе. В 1844 году он перевёл с французского на грузинский язык переписку Лейбница и Кларка.
В июле 1854 года 63-летний князь Илья Георгиевич Грузинский скончался в Москве и был похоронен в Покровском монастыре.

## Семья и дети
27 апреля 1824 года в Москве князь Илья Георгиевич Грузинский женился на Анастасии Григорьевне Оболонской (1805—1885), дочери малороссийского богача, коллежского советника Григория Петровича Оболонского от его брака с Екатериной Ивановной Любавской (1777—23.10.1836). Об их свадьбе А. Я. Булгаков писал:
Вчера венчали богатейшую Оболонскую, на которой женился царевич Грузинский Илья. Сказывали, что как везли приданое, то была одна карета набитая ассигнациями одними. Их две сестры, отец в одном здешнем Воспитательном доме имеет 3 миллиона 300 тысяч рублей. Экое богатство. И так ли богато будет её счастье?
 Анастасия Григорьевна была хозяйкой дома на углу Ленивки, у Большого Каменного моста (позднее доходный дом князей Куракиных). Была похоронена вместе с мужем в Покровском монастыре. У них было 13 детей, которые носили титулы князь и княжны Грузинские, с добавлением с 1865 года приставки «светлейшие»:
| Портрет | Имя                                                | Биографические заметки | Семья |
| ------- | -------------------------------------------------- | --- | --- |
|         | Княжна Екатерина Грузинская (20 марта 1826 — 1888) | Фрейлина российской императрицы                                                                                                   | — |
|         | Княжна Анна Грузинская (20 марта 1827—1905)        | Провела 8 месяцев в плену у имама Шамиля в Дагестане (июль 1854-март 1855)                                                        | Жена генерал-лейтенанта, князя Давида Чавчавадзе (1817—1884), от брака с которым имела сына Арчила (1869—1913)                           |
|         | Княжна Надежда Грузинская (15 июля 1828— ?)        | | |
|         | Княжна Варвара Грузинская (24 сентября 1829—1884)  | Фрейлина российской императрицы, вместе с сестрой Анной была в плену у имама Шамиля                                               | жена с 1852 года генерал-майора, князя Ильи Орбелиани (1818—1853), от брака с которым имела двух сыновей: Георгия и Дмитрия              |
|         | Княжна Гайана Грузинская (26 марта 1832—1903)      | Фрейлина российской императрицы                                                                                                   | — |
|         | Князь Григорий Грузинский (13 ноября 1833—1899)    | Полковник, советник российского императора в 1860-1863 годах                                                                      | Женат на Ольге Фроловой (1844—1902), в браке с которой имел семь детей                                                                   |
|         | Князь Пётр Грузинский (08 февраля 1835-1855)       | Прапорщик русской армии, погиб при осаде Карса. Похоронен в Светицховели                                                          | — |
|         | Княжна Елизавета Грузинская (6 марта 1836—1890)    | Фрейлина российской императрицы                                                                                                   | Жена с 1857 года полковника Аркадия Башмакова (1826—1880), потомства не оставила                                                         |
|         | Княжна Вера Грузинская (1 сентября 1837—1863)      | | Первая жена с 1860 года генерала, князя Николая Ивановича Святополк-Мирского (1833—1898), имели сына Илью, умершего сразу после рождения |
|         | Князь Дмитрий Грузинский (1839—1860)               | Лейтенант русской армии, погиб во время Кавказской войны. Похоронен в Светицховели                                                | — |
|         | Княжна Ольга Грузинская (1840— 19 июня 1913)       | Фрейлина российской императрицы, автор мемуаров, скончалась в Москве                                                              | — |
|         | Князь Николай Грузинский (1844—1916)               | Полковник императорской гвардии, участник Русско-турецкой войны (1877—1878), затем егермейстер и действительный статский советник | Женат с 1868 года на Марии Михайловной Катиной (? — 1910), в браке с которой имел шесть детей                                            |
|         | Княжна Александра Грузинская (? — 1909)            | Фрейлина российской императрицы                                                                                                   | — |
|         | Княжна Надежда Грузинская (1847—1930)              | Фрейлина российской императрицы                                                                                                   | Первый муж Михаил Александрович Писарев Второй муж гражданин США доктор Neftel                                                           |